# ビルマ国民革命軍
ビルマ国民革命軍（ビルマこくみんかくめいぐん、ビルマ語: ဗမာအမျိုးသားတော်လှန်ရေးတပ်မတော်、英語: Burma National Revolutionary Army）、略称：BNRA)は、2021年ミャンマークーデターを機に結成された武装組織である。リーダーはボー・ナガーであり、ミャンマー有数のPDFの1つである。
2024年9月現在、3,000人以上の兵力と18個大隊を擁し、アニャー地域（マグウェ地方域、ザガイン地方域、マンダレー地方域。ドライゾーンとも言う）で活動しており、NUGや少数民族武装勢力の指揮下になく、自立型PDFに分類される。
ザガイン地方域・モンユワ県・パレ郡区に本拠地を置いている。

## 目的
2023年9月9日の設立声明によると、以下のとおり。
1. すべての民族に平等な権利を保証する連邦民主連合を築くこと。
2. 自由、正義、平等、永続的な平和という柱にもとづいた政治理念を策定すること。
3. NUG、LPDFやPDFなどの地元の革命勢力、および民族革命組織（ERO）全体と緊密に協力して、あらゆる形態の独裁政権を根絶し、永久に終わらせ、ミャンマー国民の安全を確保すること。
4. ザガインを含むアニャー地域の自決権を保障し、ミャンマー全土のあらゆる少数民族の自決を実現すること。

## 歴史
2021年ミャンマークーデター以来、ボー・ナガーはパレPDFを率いていたが、2022年1月1日、ミャンマー・ロイヤル・ドラゴン軍（Myanmar Royal Dragon Army：MRDA）を結成した。カチン独立軍（KIA）とアラカン軍（AA）から軍事訓練を受け、両軍や他のPDFと協力して、主に国軍の軍事拠点、車列、行政施設を標的とした攻撃を頻繁に行い、国軍の兵站と統制を混乱させる作戦に従事した。当初、MRDAはNUGとその傘下のPDFと協力関係にあったが、やがて戦略的優先事項、作戦指揮系統、課税をめぐって対立するようになり、決裂した。MRDAの領土では、NUGの地方行政機関・3つのパによる過大な課税に不満を持っていたのだという。
2023年9月9日、MRDAはビルマ国民革命軍（BNRA）に改名。その際、MRDAの一部の部隊がパレ革命同盟（Pale Revolutionary Alliance：PRA）として分離したが、その後、PRAは分裂した。改名したばかりのBNRAは、ミャンマー民族民主同盟（MNDAA）の軍事訓練を受け、1027作戦にも参加した。

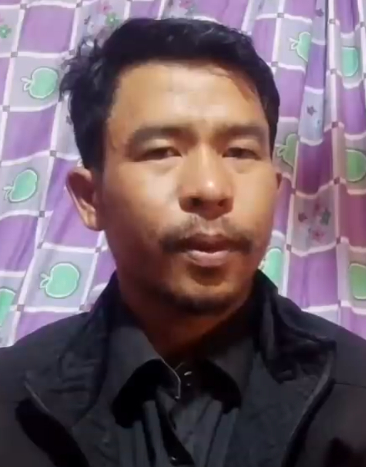
ボー・ナガー

改名以降、BNRAは、サガイン地方域だけでなく、マグウェ地方域やマンダレー地方域にも勢力を伸ばしている。ボー・ナガーはアニャー地域への移転を表明したバマー人民解放軍（BPLA）と協力する意向を表明している。

## 資金源
ボー・ナガーはBPLAのマウンサウンカーと並ぶカリスマ的人気を誇り、資金調達は彼の名声を頼った寄付に依存している。しかし、寄付先の口座はボー・ナガーの個人名義であり、その資金がどのように使われているかは不明である。